# Werner Klemke

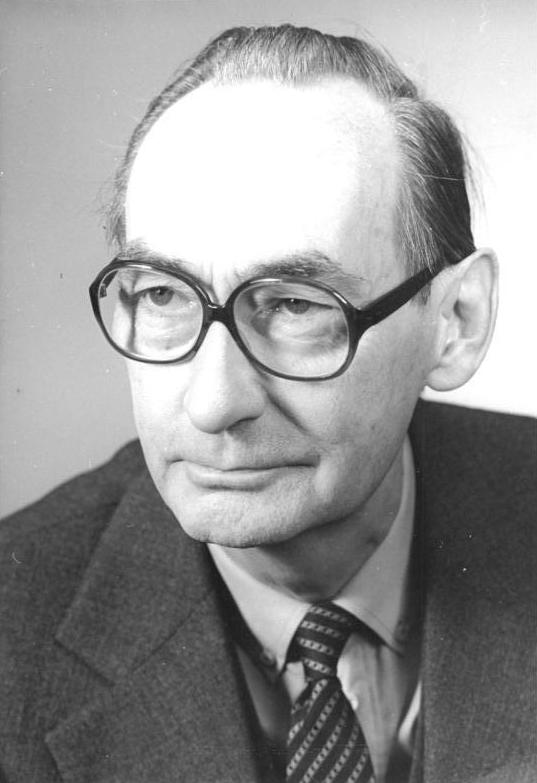
Porträt Klemkes, 1985

Werner Ernst Walter Klemke (* 12. März 1917 in Weißensee; † 26. August 1994 in Berlin) war ein deutscher Buchgestalter und Illustrator, Gebrauchsgrafiker und Hochschullehrer in der DDR.

## Biografische Daten

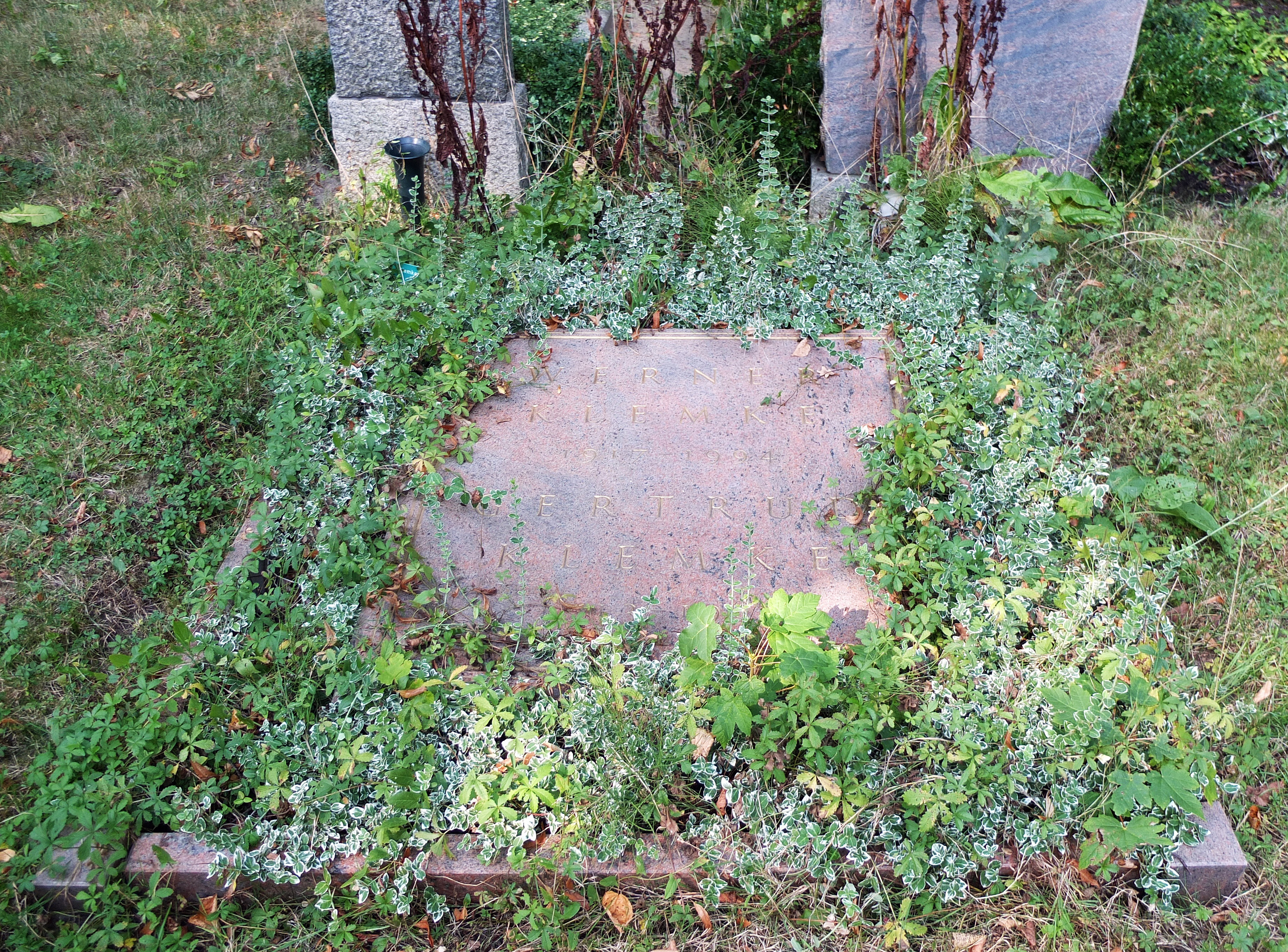
Grabstätte auf dem St.-Hedwig-Friedhof Berlin-Weißensee

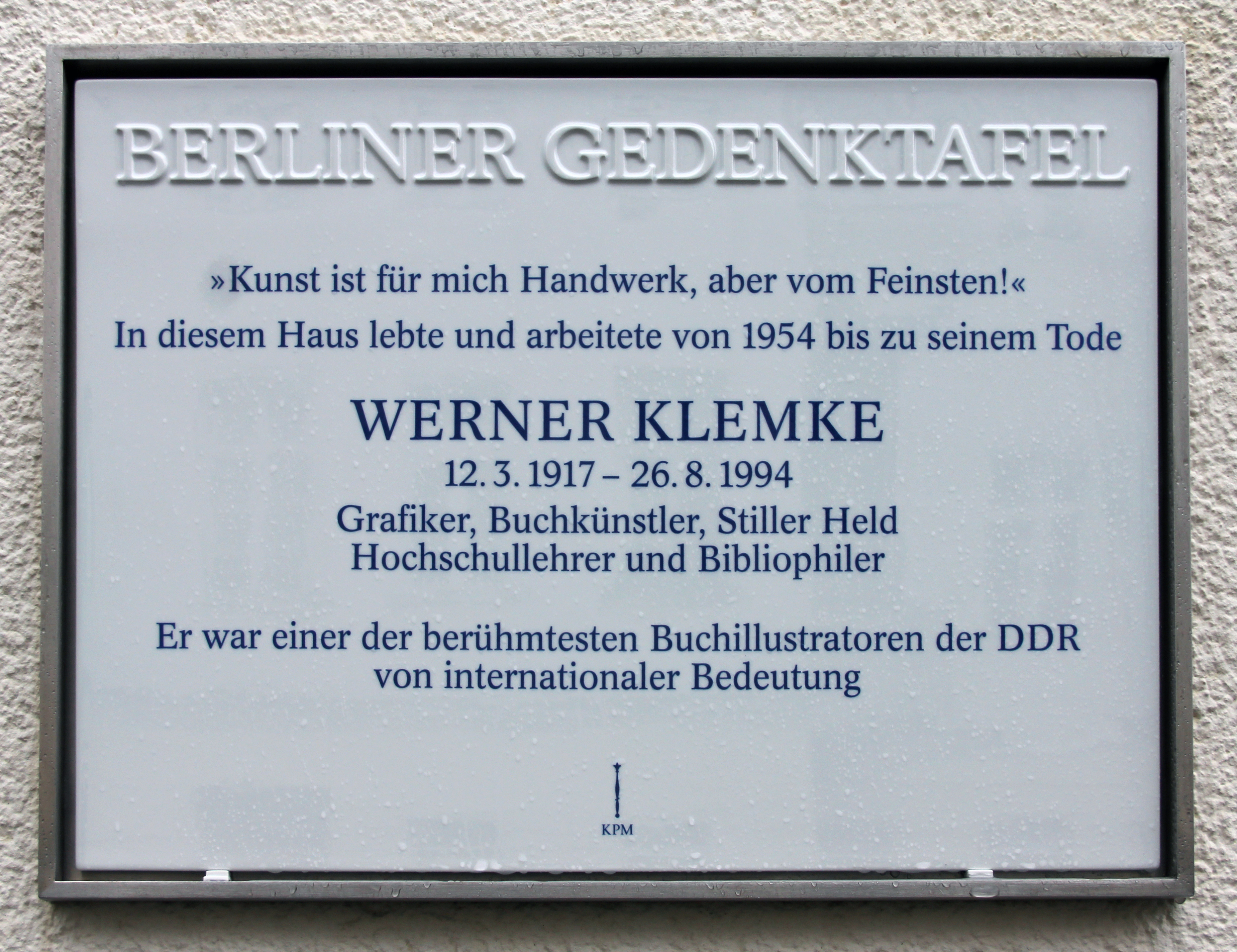
Berliner Gedenktafel am Haus Tassostraße 21, in Berlin-Weißensee

Werner Klemke wurde 1917 als Sohn des Tischlers Adolph Rudolph Klemke und dessen Ehefrau Agnes Selma Kluge im Berliner Vorort Weißensee geboren, der 1920 in Berlin aufging. In Kindheit und Jugend zeichnete er viel, häufig war er in Museen und Bibliotheken zu finden. Nach Besuch des humanistischen Köllnischen Gymnasiums in Berlin-Mitte, einer Aufbauschule für Kinder ärmerer Bevölkerungsschichten, machte er 1936 das Abitur. Die dortige Begegnung mit Kunst und Literatur des Klassischen Altertums blieb für Klemke („Eigentlich bin ich ein alter Grieche“) eine wesentliche Erfahrung. Die anschließende Ausbildung zum Zeichenlehrer an der Lehrerbildungsanstalt in Frankfurt (Oder) brach er nach wenigen Monaten ab, weil sie ihm zu wenig künstlerische Praxis bot und weil ihm kein Stipendium zugebilligt wurde. Stattdessen begann er 1937 mit der Arbeit als Trickfilmzeichner für die Firma Kruse-Film. In diese Tätigkeit fand er sich nach anfänglicher Mühe gut hinein.
Mit Beginn des Zweiten Weltkriegs wurde Klemke im Frühherbst 1939 zur deutschen Wehrmacht eingezogen; als Gefreiter einer Fliegerabwehreinheit war er an der Westfront in der Schreibstube tätig. Neben dem Alltagsdienst nutzte er seine Möglichkeiten dazu, für holländische Juden Ausweispapiere zu fälschen und Lebensmittelkarten herzustellen sowie auch seinen Kameraden Urlaubsscheine auszustellen. Der Umfang seiner illegalen Tätigkeit wurde erst im Jahr 2011 durch Funde im Gemeindearchiv der Synagoge Bussum bekannt. Werner Klemke selbst hatte von seiner Rettungstat nie gesprochen. Etwa 300 holländische Juden konnten durch die Tätigkeit seiner Widerstandsgruppe vor der Deportation gerettet werden. Die holländische Filmemacherin Annet Betsalel drehte über Klemkes Kriegsjahre einen Dokumentarfilm mit dem Titel Treffpunkt Erasmus.
Im Kriegsjahr 1941 heiratete er die Trickfilmzeichnerin Gertrud Stremlau. Nach Kriegsende war er in der Nähe der Kleinstadt Norden in Ostfriesland interniert. Zufällig ergab sich hier die Gelegenheit, in einer gerade wieder instandgesetzten Lithographie-Werkstatt die Technik des Steindrucks zu erproben. Im Sommer 1945 erschien, mit einer gut verkäuflichen Produktion von täglich 15 Exemplaren, das erste deutsche Kinderbuch nach dem Krieg: Die Bremer Stadtmusikanten, von Klemke auf Stein geschrieben und gezeichnet.
1946 kehrte er nach Berlin zurück. Zum Broterwerb nahm Klemke sehr unterschiedliche Aufträge an: er bemalte Lampenschirme, Ladenfronten und die Wände von Gaststätten, schrieb Preisschilder und Wandsprüche. In den Jahren 1947 bis 1950 konnte er allmählich häufiger für verschiedene Zeitschriften wie die Neue Berliner Illustrierte, die Satire-Blätter Ulenspiegel und Frischer Wind sowie für Kinderzeitschriften wie die ABC-Zeitung und Der Junge Pionier arbeiten. Ein Kontakt zum Berliner Verlag Volk und Welt brachte 1948 den ersten großen Auftrag auf dem Gebiet der Buchgestaltung. Für die gewünschten mehr als hundert Holzstich-Illustrationen zu Georg Weerths Humoristische Skizzen aus dem deutschen Handelsleben musste er sich die Holzstich-Technik erst aneignen. Diese Arbeit markierte einen Durchbruch, schnell folgten Aufträge auch anderer Buchverlage. Nur drei Jahre später kam er als Dozent an die damalige Hochschule für Bildende und Angewandte Kunst (heute Kunsthochschule Berlin-Weißensee), 1956 wurde er dort Professor für Buchgrafik und Typographie. 1954 hatte er eine Studienreise nach China unternommen, die ihn zur Beschäftigung mit dem chinesischen Farbholzschnitt anregte und erkennbar Einfluss auf seine späteren Pinselzeichnungen hatte.
Klemke war bis 1990 Mitglied des Verbands Bildender Künstler der DDR und 1956 Mitbegründer der Pirckheimer-Gesellschaft, eines Zusammenschlusses von engagierten Bibliophilen im Rahmen des Kulturbundes der DDR, dessen Signet er auch schuf. 1961 wurde er aufgrund seiner künstlerischen Leistungen zum Ordentlichen Mitglied der Akademie der Künste der DDR ernannt; seit 1964 war er dort Sekretär der Sektion Bildende Kunst. Diese Tätigkeit, verbunden mit Sitzungen, Repräsentationsaufgaben, Ausstellungseröffnungen, Reisen und dergleichen wurde nach dem Urteil mancher Freunde zum ernsthaften Problem: „Er, der unbürokratischste Mensch der Welt, ist hier in einen Zwiespalt geraten, der ihm und seiner Kunst nachteilig geworden ist. … Dieser Kraft- und Zeitverschleiß in den letzten zwei Jahrzehnten seines aktiven Lebens (also bis 1986) ist nur mit großem Unbehagen zu verfolgen gewesen“. Einer politischen Partei gehörte er nie an. 1968 – Klemke war gerade 51 Jahre alt – erschienen seine Gesammelten Werke.
Klemke hatte eine außerordentlich große Zahl von Einzelausstellungen und Ausstellungsbeteiligungen, u. a. von 1953 bis 1988 von der Dritten Deutschen Kunstausstellung bis zur X. Kunstausstellung der DDR in Dresden.
1982 wurde Klemke als Hochschullehrer emeritiert. Der letzte, tragische Abschnitt seines Lebens begann 1986. Ein Schlaganfall legte ihm ungewohnte Beschränkungen auf, ein zweiter Anfall zwei Jahre später beendete seine künstlerische Arbeit. Im selben Jahr starb seine Frau Gertrud. Ein Augenleiden fesselte ihn weitgehend an seine Wohnung. Klemke wurde auf dem St.-Hedwig-Friedhof in der Smetanastraße in Berlin-Weißensee beigesetzt. Sein Grab ist als Ehrengrab der Stadt Berlin gewidmet. Sein künstlerischer Nachlass gelangte, wie von ihm gewünscht, an das Klingspor-Museum in Offenbach am Main, das auf Buch- und Schriftkunst des 19. und 20. Jahrhunderts spezialisiert ist.

## Weitere Ehrungen (Auswahl)
- 1957 und 1962: Kinderbuchpreis des Ministeriums für Kultur
- 1959 und 1965: Goldmedaille der Internationalen Buchkunst-Ausstellung Leipzig
- 1962: Gutenberg-Preis der Stadt Leipzig
- 1966: Ehrennadel der Gesellschaft für Deutsch-Sowjetische Freundschaft (DSF) in Gold
- 1967: Fünf Goldene Äpfel der Biennale für Illustration Bratislava (BIB)
- 1973: Ehrenmitgliedschaft der Akademie der Künste der UdSSR
- 1975: Ehrenbürgerschaft der Stadt Certaldo (für seine Buchgestaltung des Decamerone)
- 1977: Johannes-R.-Becher-Medaille in Gold
- 1977: Wilhelm-Bracke-Medaille in Gold
- 1977: Nationalpreis der DDR I. Klasse
- 1982: Vaterländischer Verdienstorden in Gold
- 1988: Hans-Grundig-Medaille
- 1989: Kunstpreis der DSF in Gold

## Buchgestaltung und Illustration
„Ich mache Bücher, worunter ich aber nicht nur ‚Bücher illustrieren‘ verstehe. Das ist nur eine Art unter anderen. Unter ‚Bücher machen‘ verstehe ich, einem Buch durch Auswahl der Papiersorte und der Lettern, durch Satzanordnung und Buchschmuck Gestalt zu geben mit allen Zutaten, die nötig sind, den Absichten des Verfassers gerecht zu werden und dem Leser das Lesen zu erleichtern.“ (Werner Klemke).
Klemkes Œuvre ist bemerkenswert umfangreich. Allein der Bereich Buchgestaltung umfasst die Arbeit an weit über 800 Titeln. Dazu gehören zahlreiche Klassiker der Weltliteratur wie das Decamerone, die Canterbury Tales, Fredmanns Episteln oder die Bekenntnisse des Hochstaplers Felix Krull, aber auch eine Reihe von zeitgenössischen Autoren. Weit verbreitet waren seine Arbeiten für Kinderbücher – etwa die Kinder- und Hausmärchen der Gebrüder Grimm, Hirsch Heinrich und Das Wolkenschaf – sowie für Schulbücher wie die Fibel für den Anfangsunterricht und die Lehrbücher für Russisch und Mathematik. Sie alle erhielten die Auszeichnung als Schönste Bücher der DDR.
Werner Klemke war überaus vielseitig in der Anwendung grafischer Techniken. Ein Schwerpunkt seines Lebenswerks ist zweifellos die intensive Beschäftigung mit den Ausdrucksmöglichkeiten des Holzstichs. Diese alte, seit dem späten 18. Jahrhundert zur künstlerischen Illustration, später zeitweilig auch zur massenhaften Reproduktion von Halbtonvorlagen genutzte Technik war im 20. Jahrhundert nahezu in Vergessenheit geraten. Klemke war einer von vier oder fünf bedeutenden Künstlern, die sie wieder aufgriffen. Er begann damit schon zu Anfang seiner Laufbahn. Für seinen ersten großen Verlagsauftrag fand er in der Mangelsituation nach dem Zweiten Weltkrieg nicht das benötigte Hirnholz; er konnte aber ein walzenförmiges Tischlergerät aus der Hinterlassenschaft seines Vaters in Scheiben schneiden, diese dann vierteilen und seine Figuren in die so entstandenen Kreissektoren einpassen. Bald beherrschte Klemke die Holzstichtechnik so souverän, dass er sie für unterschiedlichste Aufgaben und mit wechselnder Anmutung einsetzen konnte, von holzschnittähnlicher Strenge bis zur Umsetzung toniger Flächen und lockerer Pinsel- oder Kreidezeichnungen.

## Sonstige Gebrauchsgrafik
Vor allem die Titelseiten für das monatlich erscheinende Magazin haben Klemke landesweit Popularität verschafft. Das begehrte Heft war in der Presselandschaft der DDR schon deshalb etwas Besonderes, weil darin erotische Themen in Wort und Bild relativ freizügig behandelt wurden. Von Januar 1955 bis Februar 1990 gestaltete Klemke die Umschläge, insgesamt also weit über 400-mal. Die Käufer hatten das zusätzliche Vergnügen, den kleinen schwarzen Kater zu suchen, den er regelmäßig auf den Titelseiten unterbrachte.
„Neben der Arbeit für das Buch habe ich immer vieles andere getan. Ich glaube, es gibt nichts Schlimmeres, als sich zu spezialisieren. Ich habe viel für die Presse gezeichnet, Plakate gemacht, Prospekte, Typographien, Ausstellungstafeln, habe Schrift gezeichnet, Bühnenbilder und Kostüme entworfen und immer wieder – bloß so und für mich – gezeichnet, gemalt und herumprobiert.“ Horst Kunze, langjähriger Generaldirektor der Staatsbibliothek zu Berlin und Freund Klemkes ergänzte: „Diesen Variationen wären allerdings unter anderem noch hinzuzufügen: Abziehbilder, Briefmarken, Entwürfe für Bleiverglasungen, Exlibris, Filmprogramme, Gebäudefassaden, Glasuntersetzer, Postkarten, Raumgestaltung, Schallplattenhüllen, Signete, Speisekarten, Wandschmuck und die vielen, vielen Glückwunschkarten…“.

## Werke

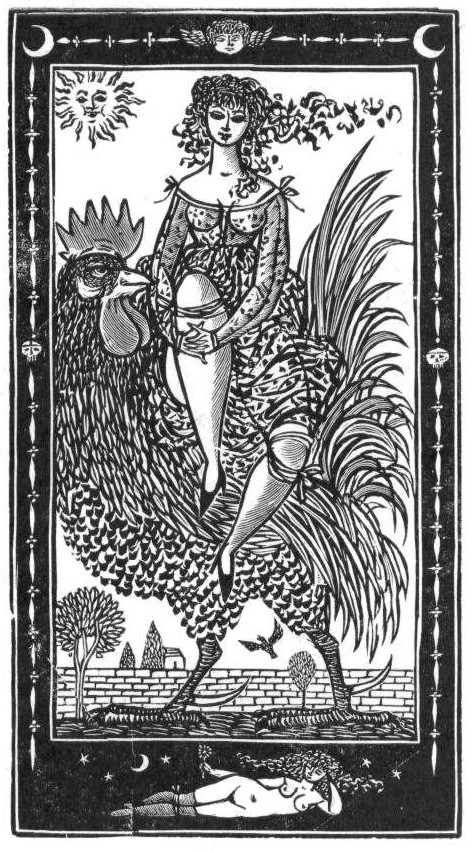
Illustration aus Das Dekameron von Boccaccio
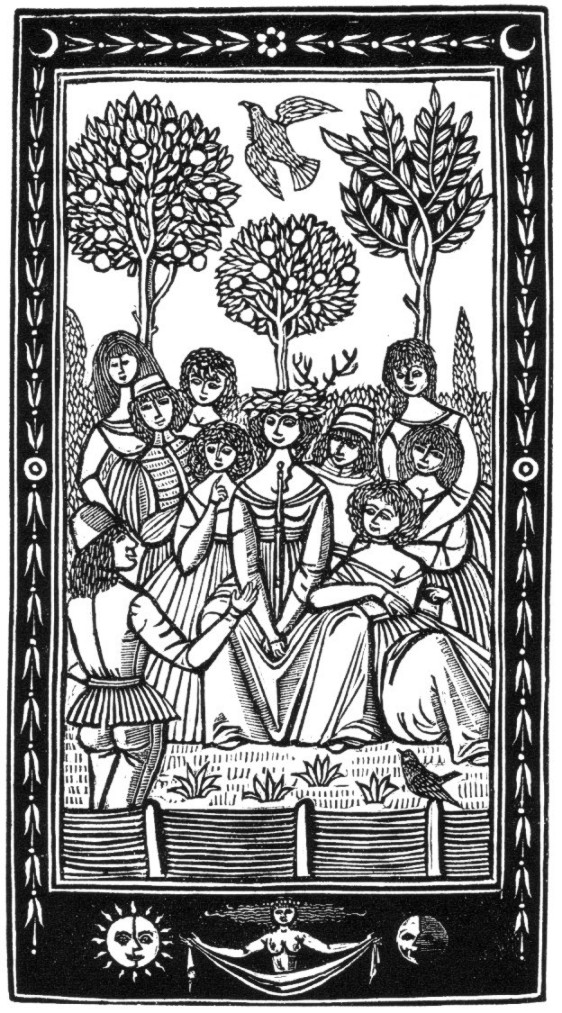
Illustration aus Das Dekameron von Boccaccio
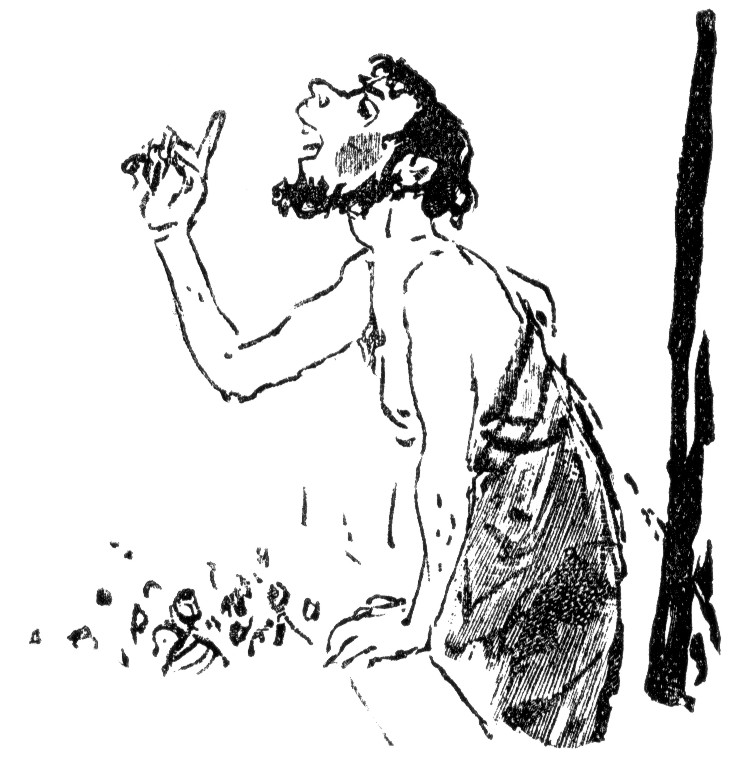
Illustration aus Wahrhaftige Geschichte von Montesquieu
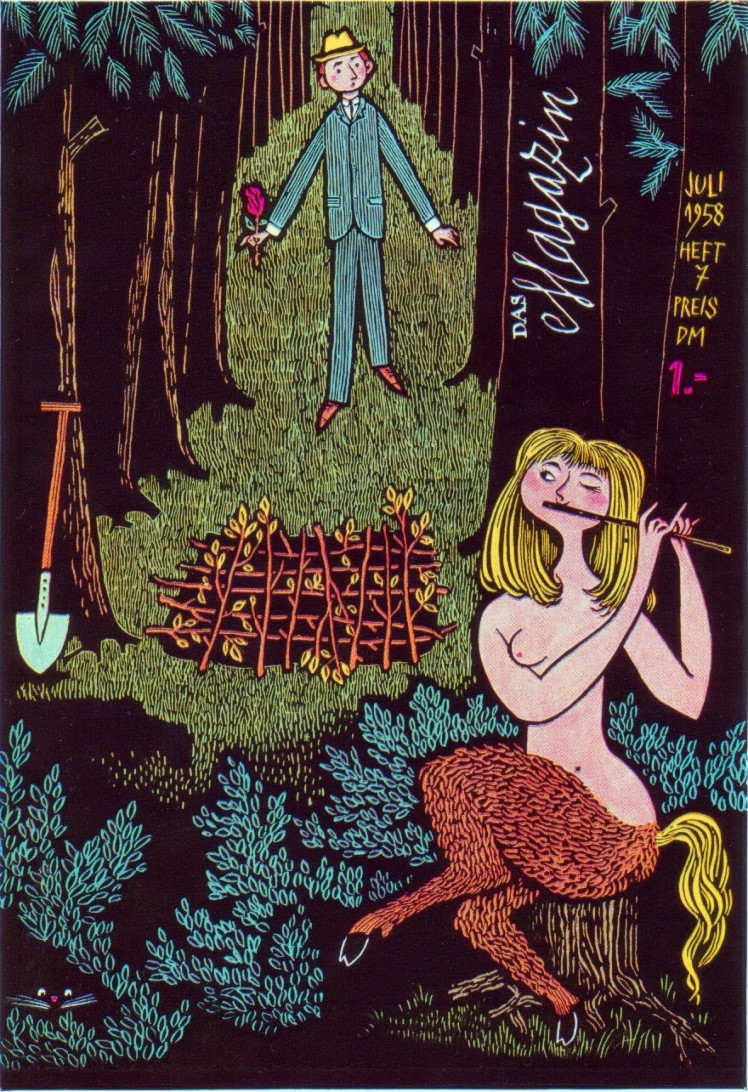
Titelseite des Magazin

## Rezeption
Zwar erschienen von ihm illustrierte Bücher gleichzeitig oder zeitversetzt als Lizenzausgaben auch in der Bundesrepublik Deutschland, und zumindest in Einzelfällen erschienen Illustrationen von Klemke auch in bundesdeutschen Originalausgaben wie etwa 1964 in Die Berliner Antigone von Rolf Hochhuth. Aber insgesamt erreichten seine Werke in der Bundesrepublik Deutschland nicht annähernd die gleichen Auflagen – und damit die gleiche Popularität – wie im Osten Deutschlands. Einer der Gründe dafür ist der Umstand, dass in Zeiten des Kalten Krieges auch kulturelle Leistungen der jeweils anderen Seite immer etwas unter Generalverdacht standen.
In der DDR war Klemke durch den großen Erfolg seiner fröhlichen Zeichnungen für Kinder und die geistreich-frivolen Scherze für das Magazin in der öffentlichen Meinung sehr einseitig auf die Rolle des Künstlers festgelegt, von dem Heiterkeit und Charme erwartet wurden, obwohl auch Gewalttätigkeit und Verzweiflung in seinen Arbeiten – etwa in der Ilias – ihren Ausdruck fanden. „Aber heute … lässt sich stärker als früher das vom Liebenswürdigen Verdeckte, lässt sich der Zorn, die Trauer und Bitterkeit des Zeichners in beinahe allen seinen großen Illustrationsfolgen ausmachen“. (Axel Bertram, ein jüngerer Kollege Klemkes)

## Persönliches
Klemke las viel und intensiv, seine private Bibliothek umfasste circa 20.000 Bände. Für die Berliner Staatsbibliothek gestaltete er honorarfrei mehrere Publikationen und wurde dafür zum Ehrenleser ernannt, eine seltene Auszeichnung, die zudem mit einigen Vorteilen bei der Nutzung der Bibliothek verbunden war.
Studenten an der Kunsthochschule erlebten ihn als freundlichen, leicht distanzierten Lehrer. Sein Urteil war sicher, oft etwas ironisch, aber nicht verletzend. Er war stets korrekt und elegant gekleidet in einer Umgebung, in der das nicht eben die Norm war. Gern benutzte er vorübergehend den Berliner Sprachgestus, den er überzeugend beherrschte.
Seit etwa Mitte der 1960er Jahre hatte Klemke zunehmend Probleme damit, Termine einzuhalten. Seine Arbeiten waren äußerst beliebt, die Aufträge häuften sich, er brachte es selten über sich, etwas abzulehnen; er konnte aber gerade deshalb trotz gesundheitsgefährdenden Fleißes nicht alles fristgerecht fertigstellen, obwohl er zuweilen statt der zunächst verabredeten Holzstiche weniger zeitraubende Zeichnungen auf Schabkarton lieferte. Mitunter warteten Auftraggeber in Klemkes Wohnung darauf, dass ihre Druckvorlagen fertig wurden. Viele Terminkonflikte ließen sich so oder ähnlich regeln, einige andere führten zu Vertragsauflösungen.
Klemke hatte mit seiner Frau fünf Kinder. Gabriele (* 1943) starb als Sechsjährige, Sabine Kahane-Noll (* 1947), Christine Klemke (* 1951) und Ulrike Braun (* 1953) wurden bildende Künstlerinnen, Christian Klemke (* 1949) Dokumentarfilmregisseur. Zwei von ihnen betreuen das künstlerische Erbe ihres Vaters im Atelier und Archiv Prof. Werner Klemke.

## Ehrungen
Zu seinem 100. Geburtstag benannten das Land Berlin und der Bezirk Pankow eine Grünanlage in Berlin-Weißensee nach Werner Klemke. Auch eine Berliner Gedenktafel an seinem Wohnhaus in der Tassostraße 21 in Berlin-Weißensee ist ihm gewidmet.

## Illustration und Gestaltung von Büchern (unvollständig)
Von Klemke illustrierte (i) und insgesamt gestaltete (g) Bücher:
- Georg Weerth: Humoristische Skizzen aus dem deutschen Handelsleben. Verlag Volk und Welt, 1949 (i): Holzstiche.
- Theodor Storm: Der Schimmelreiter. Aufbauverlag Berlin 1951, (i): Holzschnitte.
- Denis Diderot: Jakob und sein Herr. Verlag Rütten & Loening 1953, Einband und (i)
- Till Eulenspiegel, Eulenspiegelverlag, 1955, (i+g), Schönstes Buch 1955
- Sergej Michalkow: Der Löwe und der Hase, Fabeln. Berlin 1955. 48 S, (i+g), Schönstes Buch 1955
- Wilhelm Hauff: Mitteilungen aus den Memoiren des Satans. Verlag Das Neue Berlin 1956
- Eduard Bass: Klapperzahns Wunderelf. Sportverlag Berlin, 1958–1984 (7 Auflagen) (i)
- Kurt Tucholsky: Ausgewählte Werke. Verlag Volk und Welt 1956–1963,
- Giovanni Boccaccio: Das Dekameron. Aufbauverlag Berlin 1958,  Goldmedaille der Internationalen Buchausstellung Leipzig 1965
- Fred Rodrian: Das Wolkenschaf. Kinderbuchverlag Berlin 1958, (i),
- Karlernst Ziem: Einen Bräutigam für Fräulein Maus. Märchen aus Burma, Berlin 1959, Schönstes Buch 1959
- Leonid Solowjow: Die Schelmenstreiche des Nasreddin, Verlag Volk und Welt Berlin 1959, (i+g)
- Fred Rodrian: Hirsch Heinrich. Kinderbuchverlag Berlin 1960, (i+g) (Schönstes Buch 1961)
- Johann Christian Günther: Gedichte und Studentenlieder. Verlag Philipp Reclam jun. Leipzig 1961, (i+g) (Schönstes Buch 1961)
- Geoffrey Chaucer: Canterbury Tales. Verlag Rütten & Loening 1963, (i+g) (Schönstes Buch 1963)
- Jakob und Wilhelm Grimm: Die Kinder- und Hausmärchen der Brüder Grimm. Kinderbuchverlag Berlin 1963, (i+g) (Schönstes Buch 1963)
- Benno Pludra: Lütt Matten und die weiße Muschel. Kinderbuchverlag Berlin 1963, (i)
- Carl Michael Bellmann: Fredmanns Episteln. Verlag Philipp Reclam jun. Leipzig (Schönstes Buch 1965)
- F. C. Weiskopf: Das Anekdotenbuch. Aufbau-Verlag Berlin und Weimar, 1965
- Robert Louis Stevenson: Villon. Insel Verlag, Leipzig 1965 (i) – Insel-Bücherei 234/C: Holzschnitte.
- Paul Biegel: Sprookjes van Grimm, Bearbeitung in niederländischer Sprache, Uitgevermaatschipij, Haarlem, Niederlande 1966, (i)
- Thomas Mann: Bekenntnisse des Hochstaplers Felix Krull. Aufbauverlag Berlin und Weimar, (i+g) (Schönstes Buch 1965)
- Bracciolino Poggio: Die Facezien des Florentiners Poggio. Verlag Edition Leipzig 1967, (i+g)
- Die Novellen und Anekdoten des Herodot. Koehler und Amelang, Leipzig 1968, (i+g)
- Theodor Fontane: Märkische Romanze. Verlag der Nation, 1969 (i+g)
- Gallettiana. Koehler & Amelang, Leipzig, 1970 (i)
- Homer: Ilias. Aufbauverlag Berlin 1972, (i+g)
- Bald bin ich ein Schulkind. Verlag Volk und Wissen Berlin 1973, (i+g) (Schönstes Buch 1974) EAN: B005Q6GU4I
- Unsere Fibel. Verlag Volk und Wissen Berlin 1974, (i+g) (Schönstes Buch 1974)
- Berthold Blank: Wir lernen Mathematik. Verlag Volk und Wissen Berlin 1976, Einbandentwurf und (i) (Schönstes Buch 1976)
- Kurt Tucholsky: Wo kommen die Löcher im Käse her. Rowohlt Verlag Hamburg 1981, Umschlagentwurf und (i)
- Mascha Kaléko: Der Stern auf dem wir leben. Rowohlt Verlag Hamburg 1984, Umschlag, Einband und (i)
- Horst Kunze: Vom Bild im Buch. Bibliographisches Institut Leipzig 1988, Umschlag, Einband und (i)
- Alfred Wellm: Karlchen Duckdich. Verlag Faber & Faber, Leipzig 2006, (i)
 Erstauflage: Kinderbuchverlag Berlin 1977, (i)
- André Müller: Halten Sie den Kopf hin! Marx-Anekdoten. Eulenspiegel Verlag Berlin, 1977 (i+g)
- Die Facezien des Florentiners Poggio, Verlag Faber & Faber, 2004, (i): 27 Holzschnitte
- Hans Christian Andersen: Märchen; Vorwort von Matthias Haberzettl. Beltz, Weinheim 2017, ISBN 978-3-407-77213-8, (i).

## Schallplattenhüllen (Auswahl)
- 1964: Fred Rodrian: Das Wolkenschaf (Kinderhörspiel – Litera)
- 1965: Giovanni Boccaccio: Vier ergötzliche Geschichten aus dem "Dekamerone" des Messer Giovanni Boccaccio (Hörspiel – Litera)
- 1972: Brüder Grimm: Tischlein deck dich/Das blaue Licht (Kinderhörspiel – Litera)

## Dokumentarfilm
- 1970: Klemke (DEFA-Dokumentarfilm, Regie: Uwe Belz)[15]
- 2023: Ein Weißenseer Künstler: Werner Klemke. Dokumentarfilm von Kerem Saltuk, 71 Minuten

## Belege, Anmerkungen
1. ↑  Geburtsregister Standesamt Weißensee, Nr. 117/1917.
2. ↑  Geburtseintrag Werner Ernst Walter Klemke, evang. Taufbuch Weißensee Nr. 279/1917.
3. ↑  Daniel Völzke: 90. Geburtstag von Illustrator Werner Klemke: Der gestrichelte Kater. In: Der Tagesspiegel vom 11. März 2007.
4. 1 2  Martin Schröder: Ein Held aus dem Antiquariat. Werner Klemke war der große DDR-Grafiker. Zuvor nutzte er seine Kunst, um Leben zu retten. In: Süddeutsche Zeitung vom 22. August 2014, S. 14.
5. ↑  Ingeborg Ruthe: Werner Klemke – Held mit dreister Feder. In: Berliner Zeitung vom 25. August 2014.
6. ↑  Harald Kretzschmar: Die Haltung des Zeichners - Was zum frühen Werner Klemke dringend zu erinnern ist. In: neues deutschland vom 23. August 2014.
7. ↑  Christian Schröder: Doku „Treffpunkt Erasmus“ über Werner Klemke: Fälschungen fürs Leben. In: Der Tagesspiegel, 1. September 2015.
8. ↑  Heiratsregister Standesamt Berlin-Weißensee, Nr. 473/1941.
9. 1 2  Horst Kunze (langjähriger Generaldirektor der Staatsbibliothek zu Berlin und Freund Klemkes) in: Werner Klemke. Lebensbild und Bibliographie seines buchkünstlerischen Werkes. Burgart-Presse, Rudolstadt 1999. ISBN 3-910206-30-1.
10. 1 2  Homepage Atelier und Archiv Prof. Werner Klemke
11. ↑  Mit dem Prädikat „Schönstes Buch“ wurden in der DDR seit 1952 alljährlich einige wenige Bücher für ihre Gestaltung und die drucktechnische Qualität ausgezeichnet. Die Auszeichnungen wurden vergeben von der Pirckheimer-Gesellschaft und dem Verband Bildender Künstler.
12. 1 2  Axel Bertram: Mitwelt und Nachwelt. In: Mitteilungen der Staatsbibliothek zu Berlin, Band 1999/2.
13. ↑  Das Land Berlin und der Bezirk Pankow ehren den Grafiker und Illustrator Werner Klemke, Information der Berliner Woche vom 24. März 2017.
14. ↑  Berliner Gedenktafel für Werner Klemke, Pressemitteilung des Berliner Senats vom 14. März 2017.
15. ↑  Klemke (in der Filmdatenbank der DEFA-Stiftung). DEFA-Stiftung, abgerufen am 30. Oktober 2022.

| Personendaten    | Personendaten                                    |
| ---------------- | ------------------------------------------------ |
| NAME             | Klemke, Werner                                   |
| ALTERNATIVNAMEN  | Klemke, Werner Ernst Walter (vollständiger Name) |
| KURZBESCHREIBUNG | deutscher Grafiker                               |
| GEBURTSDATUM     | 12. März 1917                                    |
| GEBURTSORT       | Weißensee, Kreis Niederbarnim                    |
| STERBEDATUM      | 26. August 1994                                  |
| STERBEORT        | Berlin                                           |